# Design Museum (Londen)

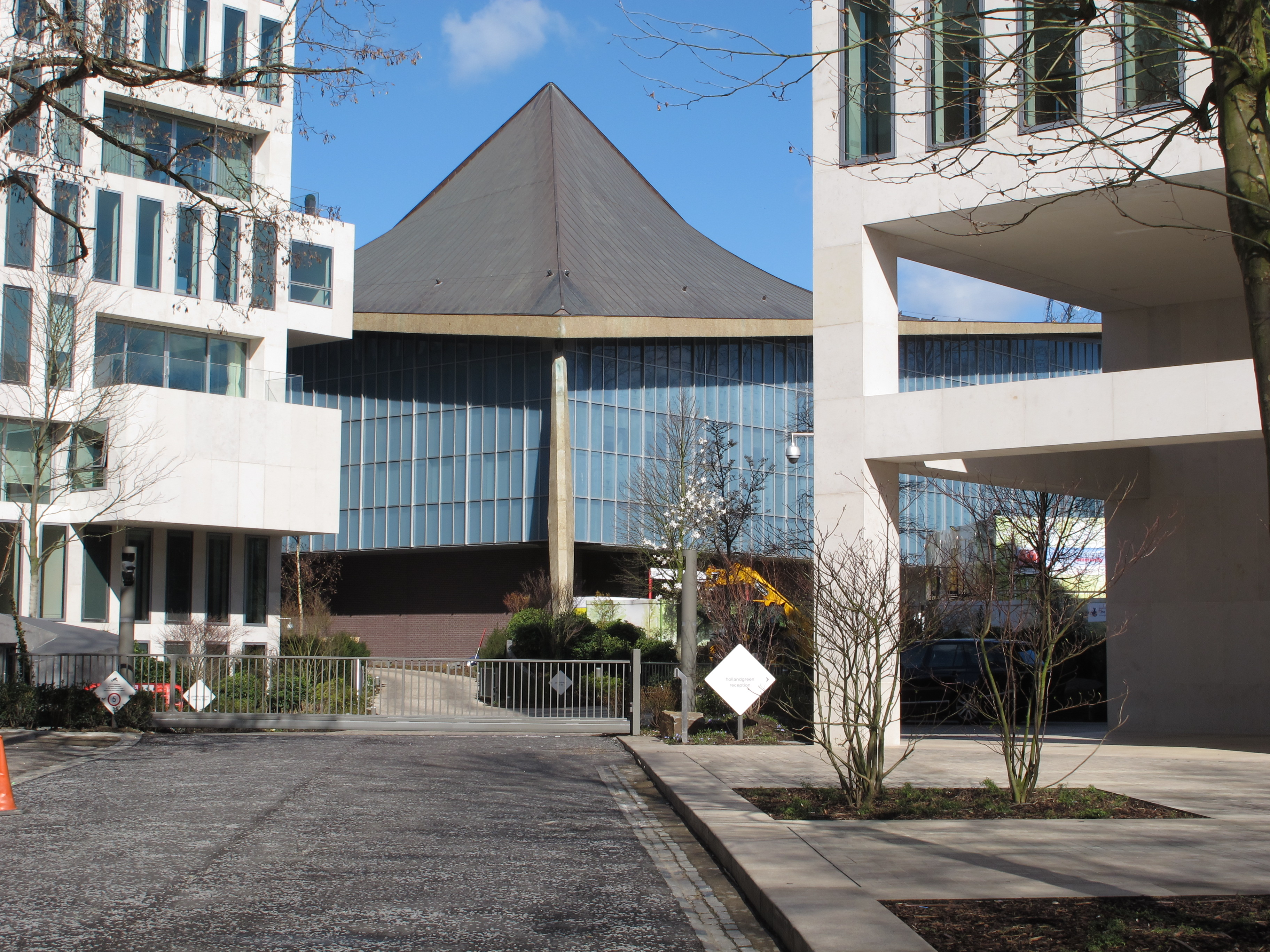
Het nieuwe Design Museum

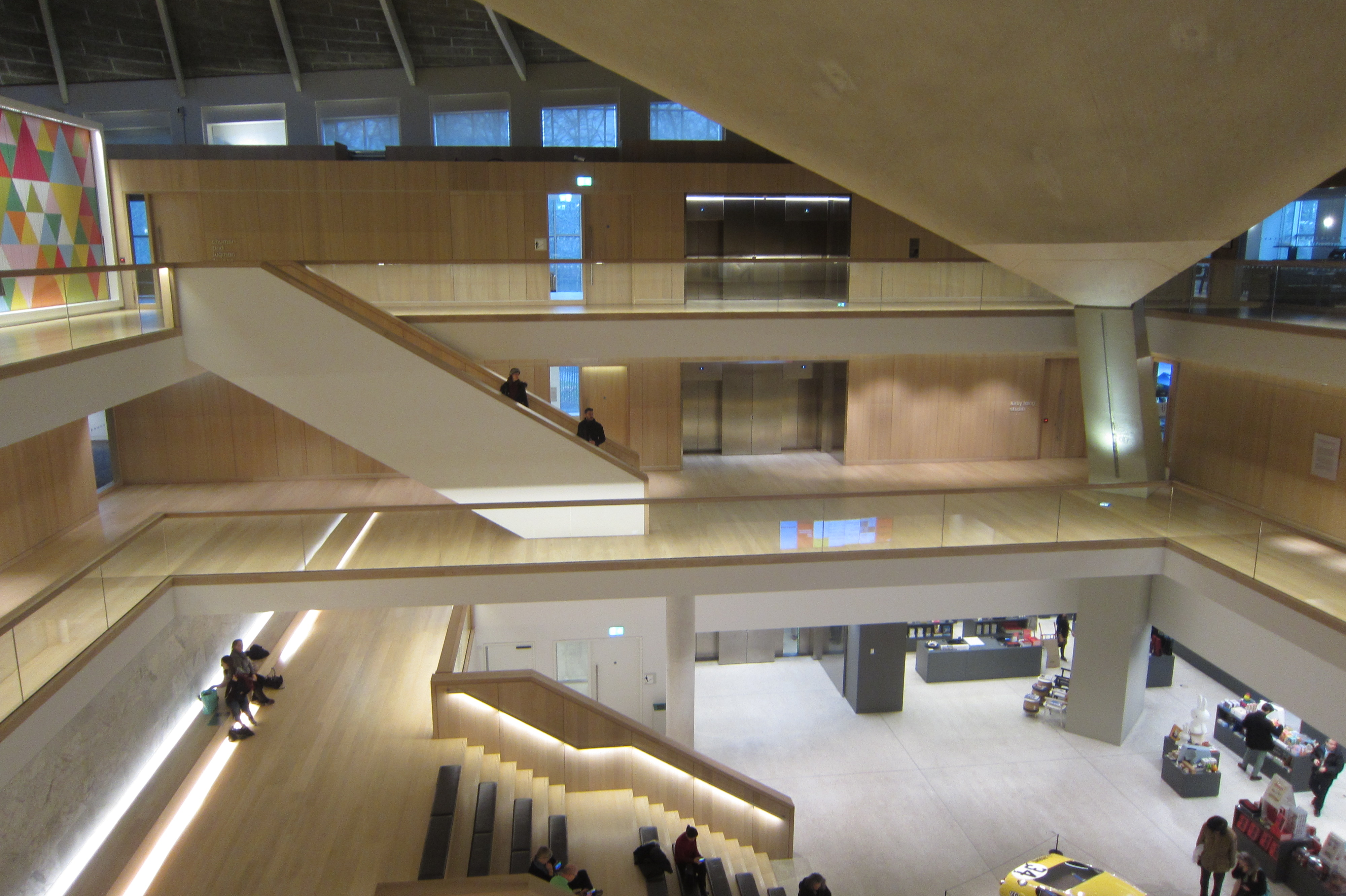
Interieur Design Museum (2017)

Het Design Museum is een museum voor toegepaste kunst gevestigd aan Kensington High Street in Kensington in het westen van Londen. Het museum exposeert productontwerpen, industriële vormgeving, grafische vormgeving, mode en architectuur. Het is opgericht in 1989 als het eerste museum speciaal voor moderne design.
In het museum wisselen iconische designs zoals de typisch Britse telefooncel en brievenbus, de Mini of de Italiaanse Vespa af met meer dagelijkse gebruiksvoorwerpen als verschillende generaties stofzuigers en computers. Men vindt er anderzijds ook schoenen van Manolo Blahnik en kleding van Paul Smith.

## Eerste locatie

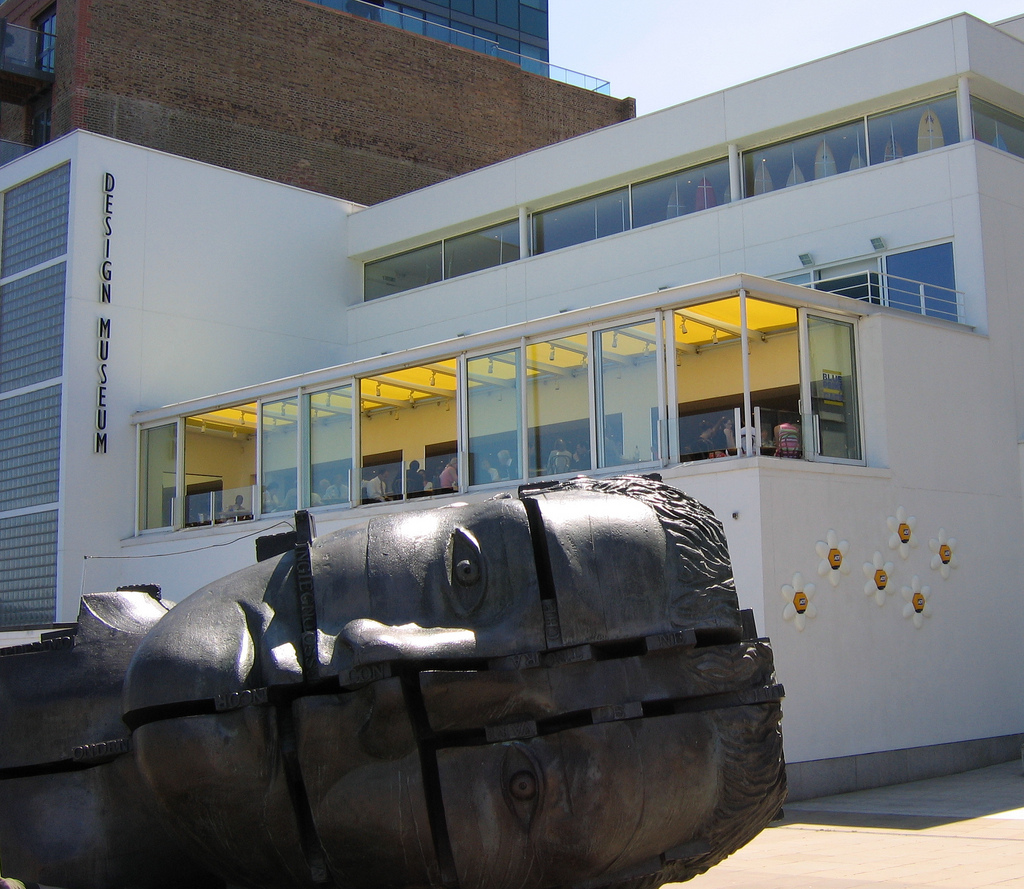
De eerste locatie van het Design Museum

De eerste vestiging van het museum was in een oud pakhuis voor bananen uit de jaren veertig, gelegen aan de Theems vlak bij de Tower Bridge in de wijk Bankside in het centrum van Londen. Dit pakhuis was voor ingebruikneming in 1989 geheel verbouwd volgens de ideeën van designer en museumoprichter sir Terence Conran. Tussen het pand en de rivier was een grote sculptuur van Eduardo Paolozzi geplaatst, getiteld Head of Invention. Na twintig jaar werd het gebouw te klein, daarom zocht men een ruimer alternatief. Het voormalige pakhuis werd in 2013 voor tien miljoen Britse pond verkocht aan architectenbureau van Zaha Hadid dat het pand na vertrek van het museum zal gaan gebruiken als centraal archief voor het architectenbureau en als permanente tentoonstellingsruimte voor bepaalde architectuurprojecten.

## Tweede locatie
De locatie van het museum aan Kensington High Street werd in gebruik genomen op 24 november 2016. Het betekent een verdriedubbeling van de expositieruimte en ook is er een auditorium en een bibliotheek. Het gebouw uit 1962 was tot 2002 zetel van het toen opgeheven Commonwealth Institute en stond tien jaar lang leeg. Het werd van 2012 tot 2016 verbouwd onder leiding van architect John Pawson. 
Het museum is gesitueerd in de onmiddellijke omgeving van het Royal College of Art, Victoria and Albert Museum, Science Museum, Natural History Museum, Serpentine Gallery en het Leighton House Museum. De permanente collectie is gratis te bezichtigen. Voor thematische tentoonstellingen wordt een toegangsprijs geheven.